# Mycerobas

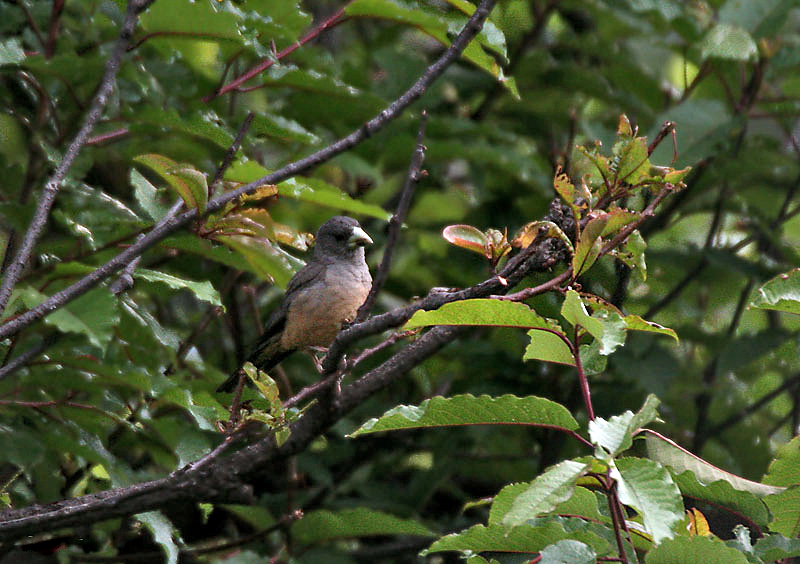
Weibchen des Goldkernbeißers

Die Mycerobas sind eine Gattung innerhalb der Unterfamilie der Stieglitzartigen. Sie gehört unter anderem neben der Gattung Eophona zu den Gattungen, die mit der Bezeichnung Kernbeißer im weiteren Sinne gemeint sind. Zur Gattung gehören vier Arten, die alle in Asien beheimatet ist. Keine der Arten wird von der IUCN als in ihrem Bestand gefährdet eingestuft.

## Erscheinungsbild
Die Arten der Gattung Mycerobas erreichen Körperlängen von 21 bis 23 Zentimetern. Alle Arten weisen einen zum Teil auffälligen Geschlechtsdimorphismus auf.
Die Männchen der Gattung Mycerobas weisen alle schwarze Gefiederpartien auf. Am geringsten ist dies beim Männchen des Goldkernbeißer ausgeprägt. Den größten Schwarzanteil weist der Wacholderkernbeißer auf, bei dem nur der Bauch, die Ober- und Unterschwanzdecken, der Bürzel sowie eine Binde auf den Flügeldecken olivgrün sind. Der Wacholderkernbeißer weicht mit diesen olivgrünen Gefiederpartien von den anderen Arten ab, bei denen die nicht-schwarzen Körperpartien gelb sind. 
Die Weibchen sind deutlich unscheinbarer gefärbt und haben anstelle schwarzer Gefiederpartien häufig graue oder graubraune Partien. Allerdings sind bei ihnen oft auch die Flügel und der Schwanz schwarz.

## Lebensweise
Das Verbreitungsgebiet der Gattung ist sehr groß. Die Verbreitungsgebiete der einzelnen Arten überlappen sich dabei. Vertreter der Gattung finden sich vom Norden Irans über Afghanistan, den Norden Indiens, Tibets bis nach China. Der Gelbschenkel-Kernbeißer kommt im Winterhalbjahr auch in Myanmar sowie dem Norden Thailands vor. Mycerobas-Arten sind Stieglitzartige der Höhenlagen. Der Gelbschenkel-Kernbeißer und der Wacholderkernbeißer kommen in Höhenlagen bis zu 4.000 Meter über NN. vor. Der Lebensraum sind Nadel-, Misch- und Laubwälder. Im Nahrungsspektrum spielen Beeren und Sämereien eine große Rolle.

## Arten
Folgende Arten werden zur Gattung Mycerobas gerechnet:
- Goldkernbeißer (M. icterioiedes)
- Gelbschenkel-Kernbeißer (M. affinis)
- Wacholderkernbeißer (M. carnipes)
- Fleckenkernbeißer (M. melanozanthos)

## Belege